# O Egito Secreto
O livro "O Egito Secreto" (título original em inglês A Search in Secret Egypt) foi escrito por Paul Brunton, onde registrou diversas experiências que teria tido no Egito. Neste livro, publicado no Brasil em 1967, Paul Brunton relata experiências que teve com a Esfinge, dentro da Grande Pirâmide, em antigos templos egípcios, assim como encontros com faquires e iniciados, e chefes de religião.